# Sistemes de notació musical

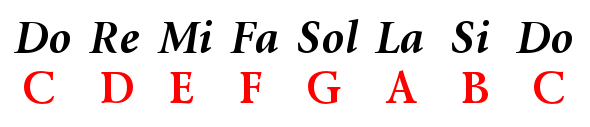
Taula comparativa entre la notació llatina i la notació anglosaxona.

Els sistemes de notació musical de la música occidental segueixen principalment dues normes segons el país. La notació es pot basar en les set primeres lletres de l'alfabet, o en les set notes “do re mi fa sol la si” inventades per Guido d'Arezzo. A l'Extrem Orient, el sistema xinès de Jianpu ha estat dominant des del començament del segle xx. El llenguatge Open Grid està destinat a la improvisació musical per expressar explícitament el nom de les notes, modes i acords mitjançant una formulació musical estricta.

## Sistema de notació musical anglosaxó

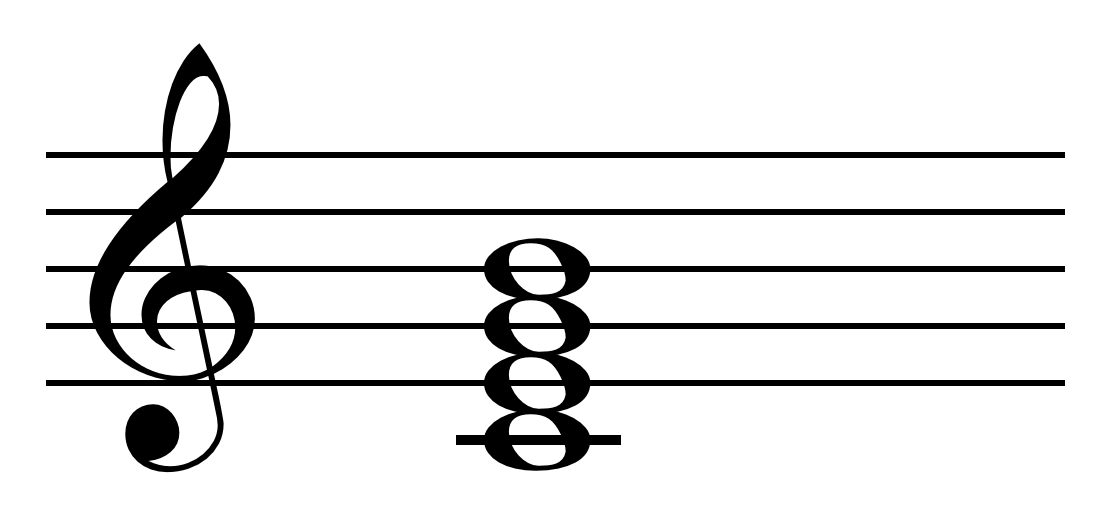
C^{major7}, o acord en C major amb sèptima.

El sistema de notació musical anglosaxó és un tipus de notació musical amb base alfabètica. És conegut també per les següents denominacions:
- Xifrat anglosaxó.
- Xifrat anglès.
- Xifrat americà (es refereix als Estats Units, país que el va popularitzar durant el segle XX).
- Denominació literal.[1]

Deriva de la notació grega, que nomenava les notes des de la lletra alfa fins a la gamma, sent alfa la nota la i gamma la nota sol, com s'ha pogut saber gràcies a les troballes de composicions, com l'epitafi de Seikilos, els tres himnes de Mesomedes i els himnes dèlfics. Amb l'arribada de la cultura llatina al nord d'Europa, aquesta nomenclatura (que ja havia estat transliterada pels romans), va arrelar i amb el pas dels segles s'estendria a Alemanya, Anglaterra i les seues colònies.

## Equivalències
En el sistema anglosaxó, els termes «major» i «menor» s'agafen directament dels termes llatins: major (/ ma'joɾ /) i minor (/ mi'noɾ /), si bé es pronuncien segons les convencions de la llengua anglesa.
Així doncs, aquestes serien les equivalències en relació amb el xifrat llatí i altres nomenclatures alfabètiques:
| alphabetic systems | alphabetic systems | alphabetic systems  | alphabetic systems | alphabetic systems | alphabetic systems  | solmization systems   | solmization systems | solmization systems  | solmization systems | solmization systems | solmization systems | solmization systems | solmization systems     | solmization systems | solmization systems | solmization systems      | solmization systems |
| English            | German             | Dutch (Netherlands) | Japanese           | Chinese            | Korean              | Arabic                | Persian             | Hebrew               | Italian             | French              | Spanish             | Portuguese          | Russian                 | Romanian            | Dutch (Belgium)     | Greek                    | Lithuanian          |
| ------------------ | ------------------ | ------------------- | ------------------ | ------------------ | ------------------- | --------------------- | ------------------- | -------------------- | ------------------- | ------------------- | ------------------- | ------------------- | ----------------------- | ------------------- | ------------------- | ------------------------ | ------------------- |
| C flat             | Ces                | Ces                 | 変ハ (hen-ha)      | 降婷 (jiàng-tíng)  | 내림 다 (naerim da) | دو-بيمول (Do-bemol)   | دو بمل (Do Bemol)   | דוֹ בֵּמוֹל (Do Bemol)   | Do bemolle          | Do bémol            | Do bemol            | Dó bemol            | До-бемоль (Do-bemol)    | Do bemol            | Do mol              | Ντο ύφεση (Do hyphesis)  | Do bemol            |
| C                  | C                  | C                   | ハ (ha)            | 婷 (tíng)          | 다 (da)             | دو (Do)               | دو (Do              | דוֹ (Do)              | Do                  | Do (Ut)             | Do                  | Dó                  | До (Do)                 | Do                  | Do                  | Ντο (Do)                 | Do                  |
| C sharp            | Cis                | Cis                 | 嬰ハ (ei-ha)       | 升婷 (shēng-tíng)  | 올림 다 (ollim da)  | دو-دييز (Do-diez)     | دو دیز (Do Diez)    | דוֹ דִּיאֵז (Do Diez)    | Do diesis           | Do dièse            | Do sostenido        | Dó sustenido        | До-диез (Do-diez)       | Do diez             | Do kruis            | Ντο δίεση (Do diesis)    | Do diez             |
| D flat             | Des                | Des                 | 変ニ (hen-ni)      | 降涵 (jiàng-hán)   | 내림 라 (naerim ra) | ري-بيمول (Re-bemol)   | ر بمل (Re Bemol)    | רֶה בֵּמוֹל (Re Bemol)   | Re bemolle          | Ré bémol            | Re bemol            | Ré bemol            | Ре-бемоль (Re-bemol)    | Re bemol            | Re mol              | Ρε ύφεση (Re hyphesis)   | Re bemol            |
| D                  | D                  | D                   | ニ (ni)            | 涵 (hán)           | 라 (ra)             | ري (Re)               | ر (Re)              | רֶה (Re)              | Re                  | Ré                  | Re                  | Ré                  | Ре (Re)                 | Re                  | Re                  | Ρε (Re)                  | Re                  |
| D sharp            | Dis                | Dis                 | 嬰ニ (ei-ni)       | 升涵 (shēng-hán)   | 올림 라 (ollim ra)  | ري-دييز (Re-diez)     | ر دیز (Re Diez)     | רֶה דִּיאֵז (Re Diez)    | Re diesis           | Ré dièse            | Re sostenido        | Ré sustenido        | Ре-диез (Re-diez)       | Re diez             | Re kruis            | Ρε δίεση (Re diesis)     | Re diez             |
| E flat             | Es                 | Es                  | 変ホ (hen-ho)      | 降雯 (jiàng-wén)   | 내림 마 (naerim ma) | مي-بيمول (Mi-bemol)   | می بمل (Mi Bemol)   | מִי בֵּמוֹל (Mi Bemol)   | Mi bemolle          | Mi bémol            | Mi bemol            | Mi bemol            | Ми-бемоль (Mi-bemol)    | Mi bemol            | Mi mol              | Μι ύφεση (Mi hyphesis)   | Mi bemol            |
| E                  | E                  | E                   | ホ (ho)            | 雯 (wén)           | 마 (ma)             | مي (Mi)               | می (Mi)             | מִי (Mi)              | Mi                  | Mi                  | Mi                  | Mi                  | Ми (Mi)                 | Mi                  | Mi                  | Μι (Mi)                  | Mi                  |
| E sharp            | Eis                | Eis                 | 嬰ホ (ei-ho)       | 升雯 (shēng-wén)   | 올림 마 (ollim ma)  | مي-دييز (Mi-diez)     | می دیز (MI Diez)    | מִי דִּיאֵז (Mi Diez)    | Mi diesis           | Mi dièse            | Mi sostenido        | Mi sustenido        | Ми-диез (M-diez)        | Mi diez             | Mi kruis            | Μι δίεση (Mi diesis)     | Mi diez             |
| F flat             | Fes                | Fes                 | 変ヘ (hen-he)      | 降玲 (jiàng-líng)  | 내림 바 (naerim ba) | فا-بيمول (Fa-bemol)   | فا بمل (Fa Bemol)   | פַה בֵּמוֹל (Fa Bemol)   | Fa bemolle          | Fa bémol            | Fa bemol            | Fá bemol            | Фа-бемоль (Fa-bemol)    | Fa bemol            | Fa mol              | Φα ύφεση (Fa hyphesis)   | Fa bemol            |
| F                  | F                  | F                   | ヘ (he)            | 玲 (líng)          | 바 (ba)             | فا (Fa)               | فا (Fa)             | פַה (Fa)              | Fa                  | Fa                  | Fa                  | Fá                  | Фа (Fa)                 | Fa                  | Fa                  | Φα (Fa)                  | Fa                  |
| F sharp            | Fis                | Fis                 | 嬰ヘ (ei-he)       | 升玲 (shēng-líng)  | 올림 바 (ollim ba)  | فا-دييز (Fa-diez)     | فا دیز (Fa Diez)    | פַה דִּיאֵז (Fa Diez)    | Fa diesis           | Fa dièse            | Fa sostenido        | Fá sustenido        | Фа-диез (Fa diez)       | Fa diez             | Fa kruis            | Φα δίεση (Fa diesis)     | Fa diez             |
| G flat             | Ges                | Ges                 | 変ト (hen-to)      | 降琪 (jiàng-qí)    | 내림 사 (naerim sa) | صول-بيمول (Sol-bemol) | سول بمل (Sol Bemol) | סוֹל בֵּמוֹל (Sol Bemol) | Sol bemolle         | Sol bémol           | Sol bemol           | Sol bemol           | Соль-бемоль (Sol-bemol) | Sol bemol           | Sol mol             | Σολ ύφεση (Sol hyphesis) | Sol bemol           |
| G                  | G                  | G                   | ト (to)            | 琪 (qí)            | 사 (sa)             | صول (Sol)             | سول (Sol)           | סוֹל (Sol)            | Sol                 | Sol                 | Sol                 | Sol                 | Соль (Sol)              | Sol                 | Sol                 | Σολ (Sol)                | Sol                 |
| G sharp            | Gis                | Gis                 | 嬰ト (ei-to)       | 升琪 (shēng-qí)    | 올림 사 (ollim sa)  | صول-دييز (Sol-diez)   | سول دیز (Sol Diez)  | סוֹל דִּיאֵז (Sol Diez)  | Sol diesis          | Sol dièse           | Sol sostenido       | Sol sustenido       | Соль-диез (Sol-diez)    | Sol diez            | Sol kruis           | Σολ δίεση (Sol diesis)   | Sol diez            |
| A flat             | As                 | As                  | 変イ (hen-i)       | 降芳 (jiàng-fāng)  | 내림 가 (naerim ga) | لا-بيمول (la-bemol)   | لا بمل (La Bemol)   | לַה בֵּמוֹל (La Bemol)   | La bemolle          | La bémol            | La bemol            | Lá bemol            | Ля-бемоль (Lja-bemol)   | La bemol            | La mol              | Λα ύφεση (La hyphesis)   | Lia bemol           |
| A                  | A                  | A                   | イ (i)             | 芳 (fāng)          | 가 (ga)             | لا (La)               | لا (La)             | לַה (La)              | La                  | La                  | La                  | Lá                  | Ля (Lja)                | La                  | La                  | Λα (La)                  | Lia                 |
| A sharp            | Ais                | Ais                 | 嬰イ (ei-i)        | 升芳 (shēng-fāng)  | 올림 가 (ollim ga)  | لا-دييز (La-diez)     | لا دیز (La Diez)    | לַה דִּיאֵז (La Diez)    | La diesis           | La dièse            | La sostenido        | Lá sustenido        | Ля-диез (Lja-diez)      | La diez             | La kruis            | Λα δίεση (La diesis)     | Lia diez            |
| B flat             | B                  | Bes                 | 変ロ (hen-ro)      | 降欣 (jiàng-xīn)   | 내림 나 (naerim na) | سي-بيمول (Si-bemol)   | سی بمل (Si Bemol)   | סִי בֵּמוֹל (Si Bemol)   | Si bemolle          | Si bémol            | Si bemol            | Si bemol            | Си-бемоль (Si-bemol)    | Si bemol            | Si mol              | Σι ύφεση (Si hyphesis)   | Si bemol            |
| B                  | H                  | B                   | ロ (ro)            | 欣 (xīn)           | 나 (na)             | سي (Si)               | سی (Si)             | סִי (Si)              | Si                  | Si                  | Si                  | Si                  | Си (Si)                 | Si                  | Si                  | Σι (Si)                  | Si                  |
| B sharp            | His                | Bis                 | 嬰ロ (ei-ro)       | 升欣 (shēng-xīn)   | 올림 나 (ollim na)  | سي-دييز (Si-diez)     | سی دیز (Si Diez)    | סִי דִּיאֵז (Si Diez)    | Si diesis           | Si dièse            | Si sostenido        | Si sustenido        | Си-диез (Si-diez)       | Si diez             | Si kruis            | Σι δίεση (Si diesis)     | Si diez             |

- Cal remarcar que malgrat que la llengua russa pertany al grup cultural eslau fa servir igualment la nomenclatura llatina.

| English | Arabic             | German | Dutch               | Japanese      | Chinese          | Korean        | Italian  | French | Spanish | Persian       | Hebrew         | Portuguese | Russian | Romanian | Greek    | Lithuanian   |
| ------- | ------------------ | ------ | ------------------- | ------------- | ---------------- | ------------- | -------- | ------ | ------- | ------------- | -------------- | ---------- | ------- | -------- | -------- | ------------ |
| major   | الكبير (alkabeer)  | Dur    | groot, grote terts  | 長調 (chōchō) | 大調 (dà-diào)   | 장조 (jangjo) | maggiore | majeur | mayor   | ماژور (Mažor) | מָאז'וֹר (Major) | maior      | мажор   | major    | μείζονα  | mažoras/dur  |
| minor   | الصغير (alsagheer) | Moll   | klein, kleine terts | 短調 (tanchō) | 小調 (xiǎo-diào) | 단조 (danjo)  | minore   | mineur | menor   | مینور (Minor) | מִינוֹר (Minor)  | menor      | минор   | minor    | ελάσσονα | minoras/moll |

La tonalitat de do sostingut menor, per exemple es diria C sharp minor, o do diesis minore, en anglès i italià respectivament.
En la notació alemanya i la russa s'escriu un guió entre el nom de la nota i l'alteració (D-Dur). En alemany les tonalitats menors a més s'indiquen en minúscula (d-Moll).

## Xifrat harmònic
L'escriptura dels acords amb aquest sistema utilitza unes regles que estan força universalitzades, hi ha variacions en algunes convencions, però hi ha normes que s'apliquen en gairebé tots els casos. S'utilitzen en general, números i símbols per assenyalar la composició de l'acord.

### Tríades
- Per indicar que la tríada és major s'usa només la lletra de la nota corresponent. Per exemple C significa que s'executa l'acord de do major (do, mi i sol).
- Si la tríada és menor, s'escriu «min» al costat (de l'anglès minor), una «m» sempre minúscula o un script «-». Per exemple: Amin, Am i A- representen l'acord de la menor (constituït per les notes la, do i mi).
- Per a indicar que la tríada és disminuïda s'escriu «dim» (de l'anglès diminished) o un zero «º». Per exemple Bdim i Bº significa que s'executa l'acord de si disminuït (constituït per les notes si, re i fa).
- Si la tríada és augmentada, s'escriu «aug» o el signe de suma «+». Per exemple Caug i C+ representen l'acord de do augmentat en el seu cinquè grau (do, mi i sol #).

### Exemples d'acords amb notes afegides
Quan es vol enriquir qualsevol mena de tríades conegudes se'ls poden incloure notes agregades. Per exemple:
- Tríada de sol major amb sèptima menor (acord amb sèptima dominant) s'escriu GΔ7.
- Tríada de sol major amb sèptima major s'escriu Gmaj7 on "maj" prové de l'anglès major(seventh) o 'major(sèptima) '.
- Tríada de sol menor amb sèptima menor s'escriu Gmin7, Gm7 o G-7.
- Tríada de sol menor amb sèptima major s'escriu Gmin(maj7) o GM(M7), G-(maj7)
- Tríada de sol disminuït amb sèptima menor o semi-disminuït s'escriu Gø, GØ7 o G (-7, b5).
- Tríada de sol disminuït amb sèptima disminuïda s'escriu G°7 o Gdim7
- Tríada de sol augmentat amb sèptima major s'escriu Gaug (maj7) o G+(M7)
- Tríada de sol augmentat amb sèptima menor s'escriu Gaug(min7) o G+(m7)

- Tríada fa major sobre do: s'escriu F/C.
- L'acord híbrid de D menor sobre C major: s'escriu Dmin/C o D-/C

## Altres xifrats harmònics

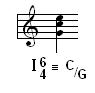
Equivalència entre els dos sistemes

A l'hora d'escriure acords, a més del xifrat anglosaxó, hi ha el xifrat funcional (també anomenat Europeu), que té dos corrents, la qual utilitza les lletres de les funcions (d'aquí el seu nom) i el que utilitza les lletres dels graus corresponents. En tots dos casos se li afegeixen, també, números aràbics, però que en aquest cas assenyalen la distància els intervals que componen l'estructura.
D'aquesta manera, mentre que en el xifrat anglosaxó, per exemple, un acord de do major amb la nota mi en el baix (el que es coneix com a «primera inversió») s'escriuria C/E, en el xifrat funcional s'escriu I₆ o T₆ (si és que aquest acord de do major fos el primer grau de l'escala).